# Hyles ernata
Hyles ernata är en fjärilsart som beskrevs av Bandermann. 1928. Hyles ernata ingår i släktet Hyles och familjen svärmare. Inga underarter finns listade i Catalogue of Life.